# 슴슴한 그대
《슴슴한 그대》는 EBS에서 통일부 통일교육원과 공동으로 기획하여 2014년 11월 19일부터 11월 21일까지 방송된 통일 기획 청소년 드라마리다. 제목에서 나오는 “슴슴하다”라는 단어는 북한말로 “(음식 맛이 조금) 싱겁다”라는 뜻이다.

## 등장인물
- 이주승 - 성태 역

주인공
- 정영숙 - 순자(성태 할머니) 역
- 김보라 - 보라 역

성태의 짝사랑
- 변준우 - 국진 역

성태의 단짝친구
- 이미은 - 엄마(성태 엄마) 역